# Rõsna
Rõsna (connu aussi sous les noms de Rosna-Suure, Rõsna-Vanaküla, Rõstna, Suure-Rõsna, Suure-Trostna, Suurõ-Rõsna, Suur-Rõsna, Tõstna, Trostno-Bolšoi) est un village de la commune de Setomaa, situé dans le comté de Võru au sud-est de l'Estonie. Avant la réforme administrative d'octobre 2017, il faisait partie de la commune de Mikitamäe dans le comté de Põlva.